# Science-Fiction-Jahr 1821
Übersicht

◄◄ | ◄ | 1817 | 1818 | 1819 | 1820 | Science-Fiction-Jahr 1821 | 1822 | 1823 | 1824 | 1825 | ► | ►►

Weitere Ereignisse

## Neuerscheinungen Literatur
| Deutscher Titel | Deutschsprachiges Erscheinungsjahr | Originaltitel | Autor                    | Anmerkungen |
| --------------- | ---------------------------------- | --- | ------------------------ | ----------- |
|                 |                                    | Voyage au centre de la terre, ou, Aventures diverses de Clairancy et de se compagnons, dans le Spitzberg, au Pôle-Nord, et dans des pays inconnus | Jacques Collin de Plancy |             |